# Filippo Carini
Filippo Carini (Bazzano, 26 settembre 1990) è un calciatore italiano, difensore della Correggese.

## Carriera
Cresce nel vivaio del Modena, dove arriva giovanissimo all'età di dieci anni, debuttando tra i professionisti il 28 agosto 2010 in Serie B nella partita contro l'Ascoli terminata 1-1. La stagione successiva arriva il primo gol da professionista nella sfida contro l'Ascoli che sancisce la vittoria per (1-0) della squadra emiliana.
Il 3 gennaio 2013 viene ceduto in prestito al Pisa, in Lega Pro Prima Divisione, contribuendo al raggiungimento della finale play-off persa contro il Latina.
Il 2 settembre passa al Padova a titolo definitivo nell'ambito dell'operazione che ha portato, in prestito, Thiago Cionek al Modena. Debutta con i biancoscudati l'8 settembre nella sfida contro il Palermo persa 3-0 dalla squadra veneta.
Il 27 agosto 2014 si trasferisce al Lecce, con cui fa il suo esordio in gare ufficiali il successivo 31 agosto sul campo della Lupa Roma nella prima giornata di Lega Pro.
Il 29 dicembre firma fino al 2016 con l'Aquila, ma il 29 maggio seguente rescinde anticipatamente il contratto che lo legava al club abruzzese e a luglio si accasa al Mantova.
Il 16 gennaio 2017 viene ceduto al Forlì. Dopo essere rimasto svincolato, il 24 agosto firma un annuale con la Paganese.
Il 17 luglio 2018 viene tesserato dall'Imolese, neopromosso in Serie C ottenendo anche la qualificazione ai playoffs, viene confermato anche nella stagione successiva rinnovando il contratto fino al 30 giugno 2021.
Il 29 luglio 2021 firma per il Trento.

## Statistiche

### Presenze e reti nei club
Statistiche aggiornate al 17 marzo 2025.
| Stagione        | Squadra         | Campionato      | Campionato | Campionato | Coppe nazionali | Coppe nazionali | Coppe nazionali | Coppe continentali | Coppe continentali | Coppe continentali | Altre coppe | Altre coppe | Altre coppe | Totale | Totale |
| Stagione        | Squadra         | Comp            | Pres       | Reti       | Comp            | Pres            | Reti            | Comp               | Pres               | Reti               | Comp        | Pres        | Reti        | Pres   | Reti   |
| --------------- | --------------- | --------------- | ---------- | ---------- | --------------- | --------------- | --------------- | ------------------ | ------------------ | ------------------ | ----------- | ----------- | ----------- | ------ | ------ |
| 2010-2011       | Modena          | B               | 8          | 0          | CI              | 1               | 0               | -                  | -                  | -                  | -           | -           | -           | 9      | 0      |
| 2011-2012       | Modena          | B               | 27         | 2          | CI              | 2               | 0               | -                  | -                  | -                  | -           | -           | -           | 29     | 2      |
| 2012-gen. 2013  | Modena          | B               | 5          | 0          | CI              | 2               | 0               | -                  | -                  | -                  | -           | -           | -           | 7      | 0      |
| Totale Modena   | Totale Modena   | Totale Modena   | 40         | 2          |                 | 5               | 0               |                    | -                  | -                  |             | -           | -           | 45     | 2      |
| gen.-giu. 2013  | Pisa            | 1D              | 13         | 0          | CI+CI-LP        | 0+1             | 0               | -                  | -                  | -                  | -           | -           | -           | 14     | 0      |
| 2013-2014       | Padova          | B               | 29         | 0          | CI              | -               | -               | -                  | -                  | -                  | -           | -           | -           | 29     | 0      |
| 2014-gen. 2015  | Lecce           | LP              | 7          | 0          | CI+CI-LP        | 0+1             | 0               | -                  | -                  | -                  | -           | -           | -           | 8      | 0      |
| gen.-giu. 2015  | L’Aquila        | LP              | 9          | 0          | CI+CI-LP        | -               | -               | -                  | -                  | -                  |             | -           | -           | 9      | 0      |
| 2015-2016       | Mantova         | LP              | 30+2       | 3          | CI-LP           | 2               | 0               | -                  | -                  | -                  | -           | -           | -           | 34     | 3      |
| 2016-gen. 2017  | Mantova         | LP              | 19         | 0          | CI-LP           | 1               | 0               | -                  | -                  | -                  | -           | -           | -           | 20     | 0      |
| Totale Mantova  | Totale Mantova  | Totale Mantova  | 49+2       | 3          |                 | 3               | 0               |                    | -                  | -                  |             | -           | -           | 54     | 2      |
| gen.-giu. 2017  | Forlì           | LP              | 14+2       | 0          | CI-LP           | -               | -               | -                  | -                  | -                  | -           | -           | -           | 16     | 0      |
| 2017-2018       | Paganese        | C               | 25+2       | 1          | CI-C            | 1               | 0               | -                  | -                  | -                  | -           | -           | -           | 28     | 1      |
| 2018-2019       | Imolese         | C               | 38+4       | 0          | CI+CI-C         | 2+2             | 0+1             | -                  | -                  | -                  | -           | -           | -           | 46     | 1      |
| 2019-2020       | Imolese         | C               | 25+2       | 0          | CI+CI-C         | 2+1             | 0               | -                  | -                  | -                  | -           | -           | -           | 30     | 0      |
| 2020-2021       | Imolese         | C               | 36+2       | 1          | CI-C            | -               | -               | -                  | -                  | -                  | -           | -           | -           | 38     | 1      |
| Totale Imolese  | Totale Imolese  | Totale Imolese  | 99+8       | 1          |                 | 7               | 1               |                    | -                  | -                  |             | -           | -           | 114    | 2      |
| 2021-2022       | Trento          | C               | 36+2       | 2          | CI-C            | 2               | 0               | -                  | -                  | -                  | -           | -           | -           | 40     | 2      |
| 2022-gen. 2023  | Trento          | C               | 3          | 0          | CI-C            | 0               | 0               | -                  | -                  | -                  | -           | -           | -           | 3      | 0      |
| Totale Trento   | Totale Trento   | Totale Trento   | 39+2       | 2          |                 | 2               | 0               |                    | -                  | -                  |             | -           | -           | 43     | 2      |
| gen.-giu. 2023  | Mestre          | D               | 5          | 1          | -               | -               | -               | -                  | -                  | -                  | -           | -           | -           | 5      | 1      |
| 2023-2024       | Mestre          | D               | 27         | 0          | CI-D            | 1               | 0               | -                  | -                  | -                  | -           | -           | -           | 28     | 0      |
| Totale Mestre   | Totale Mestre   | Totale Mestre   | 32         | 1          |                 | 1               | 0               |                    | -                  | -                  |             | -           | -           | 33     | 1      |
| Totale carriera | Totale carriera | Totale carriera | 356+16     | 10         |                 | 19              | 1               |                    | -                  | -                  |             | -           | -           | 391    | 11     |

## Palmarès

### Club

#### Competizioni regionali
- Eccellenza: 1

Correggese: 2024-2025 (girone A)